# Isturgia infuscata
Isturgia infuscata là một loài bướm đêm trong họ Geometridae.